# Мост Силезских повстанцев
Мост Силезских повстанцев (пол. Most Powstańców Śląskich) – мост через Вислу в Кракове. Соединяет районы Срудмесце (польск. Śródmieście) и Подгуже (польск. Podgórze). 

## Расположение
Мост соединяет улицу Старовисльна (польск. Starowiślna) с улицей На Зъездзе (польск. Na Zjezdzie).
Выше по течению находится пешеходный мост имени Бернатека (польск. kładka Bernatka), ниже — железнодорожный мост на диаметральной линии Кракова.

## История
Строительство моста производилось с 1908 по 1913 гг. В 1911 году 52-метровая центральная часть железной конструкции моста разрушилась и упала в Вислу из-за неожиданного скопления движущихся льдин. В 1918 году сооружение получило название «Мост Кракуса» (польск. Most Krakusa), хотя в межвоенный период в обиходе было название «Третий мост» (польск. III Most).
18 января 1945 года покидающие Краков немецкие войска взорвали мосты Кракова, в том числе и Мост Кракуса. В том же году мост был восстановлен.
В 1968—71 годы Мост Кракуса был реконструирован, получив свой современный вид (опоры остались оригинальные). В связи с завершением реконструкции в 50-ю годовщину Третьего Силезского восстания было решено дать мосту новое название, действующее по сей день.

## Конструкция
Длина моста составляет 148 метров, ширина — 19 метров. Конструкция моста стальная. 
Мост предназначен для движения автотранспорта, трамваев и пешеходов. Проезжая часть включает в себя 2 полосы для движения автотранспорта (по 1 в каждом направлении). Посередине проложены обособленные трамвайные пути.